# Tyler Schultz
Tyler Schultz (Estados Unidos, 29 de marzo de 1994) es un atleta estadounidense especializado en la prueba de lanzamiento de peso, en la que consiguió ser subcampeón mundial juvenil en 2011.

## Carrera deportiva
En el Campeonato Mundial Juvenil de Atletismo de 2011 ganó la medalla de plata en el lanzamiento de peso, llegando hasta los 20.35 metros que fue su mejor marca personal, siendo superado por el neozelandés Jacko Gill (oro con 24.35 metros que fue récord mundial juvenil) y por delante del estadounidense Braheme Days, Jr..